# Jean de Beaumetz

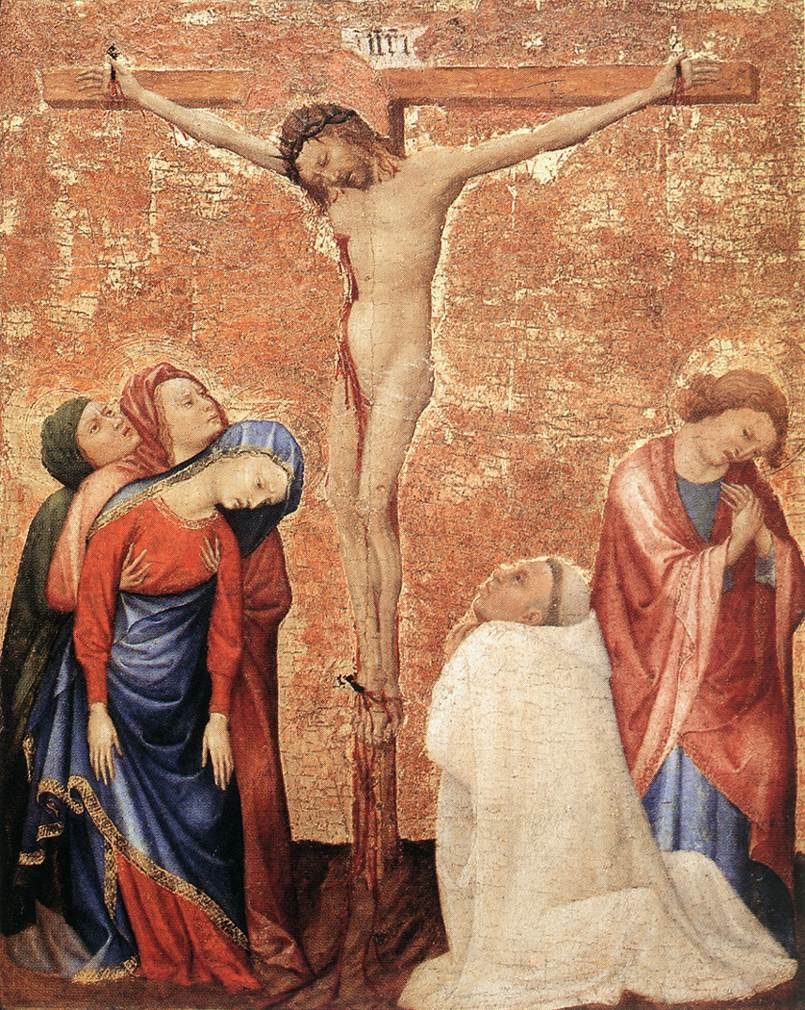
«Cristo en la Cruz con un monje cartujo», obra de Jean de Beaumetz.

Jean de Beaumetz († 1396) fue un pintor franco-flamenco perteneciente al estilo internacional, pues mezcla el estilo sienés con la elegancia parisina y el misticismo flamenco.
Trabajó en Artois y París, convirtiéndose a partir de 1375 en el pintor oficial de Felipe el Atrevido en Dijon (Ducado de Borgoña). Con motivo de su cargo, le corresponde la decoración de los castillos ducales, así como la iglesia de la cartuja de Champmol y cuadros para las celdas de los cartujanos, todo ello en colaboración con su taller.
Se le recuerda sobre todo por dos cuadros del mismo tipo:
- Calvario con un donatario cartujano, 1390-95, temple sobre madera, 56 x 45,6 cm, Museo de Arte de Cleveland.
- Calvario con un donatario cartujano, 1389-95, tabla, 60 x 48,5 cm, Museo del Louvre, París.